# Чогар
Чога́р — река в Хабаровском крае России, левый приток Уды.

## Общие сведения
Протекает по территории Тугуро-Чумиканского района. Исток — на стыке Джугдырского и Майского хребтов. Впадает в Уду в 212 км от её устья по левому берегу. Длина — 160 км, площадь водосборного бассейна — 3980 км². Основной приток — Джагарма (левый, длина — 56 км).

## Данные водного реестра
По данным государственного водного реестра России относится к Амурскому бассейновому округу, речной бассейн реки Уда, речной подбассейн реки — нет, водохозяйственный участок реки — Уда.
Код объекта в государственном водном реестре — 20020000112119000161416.